# Давыдово (Свердловская область)
Давы́дово — деревня в Туринском городском округе Свердловской области, России.

## Географическое положение
Деревня Давыдово муниципального образования «Туринского городского округа» расположена в 22 километрах к западу-северу-западу от города Туринска (по автотрассе — 30 километров), на левом берегу реки Тура, на правом берегу реки Багышевка в нижнем течении. В окрестностях деревни находятся Мелкое озера, Узкое озеро. В половодье деревня труднодоступна.

## Население
| 2002 | 2010 |
| ---- | ---- |
| 51   | ↘0   |